# Sraka (založba)
Založba Sraka je slovenska glasbena založba, ki je bila ustanovljena leta  1988 kot potreba snemalnega studia Sraka v Novem mestu. Poslovanje se je začelo v Trajni delovni skupnosti samostojnih kulturnih delavcev Neapolis Novo mesto. Prve kasete so začeli izdajati 1989. Po letu 2005 založba izdaja le še občasno. 
Med letoma 1989 in 2005 je založba izdala več kot 80 CD plošč in preko 170 kaset.
Za Srako pa so med drugimi izdajali tudi Ansambel Rž, Ansambel Ivana Puglja, Modra kronika, Ansambel Nagelj, Veseli Zasavci, Karli Gradišnik, Chateau, Romana Krajnčan, Alenka Godec, Ansambel bratov Poljanšek, Ansambel Rubin, Ansambel Novi spomini, Ansambel Petra Finka, Ansambel Tonija Verderberja, Beneški fantje, Bratje iz Oplotnice, Nataša Mihelič, Lado Leskovar, New Swing Quartet, Oto Pestner, Tomaž Pengov ...